# ۲۶۶ (میلادی)
۲۶۶ (میلادی) دویست و شصت و ششمین سال تقویم میلادی است.

## رویدادها
- اذینه پادشاه شهر پالمیرا (در سوریه کنونی) به تیسفون پایتخت ساسانیان یورش می برد اما ناکام می ماند.

## درگذشتگان
‎